# Delta Machine
A Delta Machine a Depeche Mode 2013. március 22-én megjelent, sorrendben tizenharmadik stúdióalbuma.

## Az albumon hallható számok
| Szám                    | Szerző                  | Hossz |
| ----------------------- | ----------------------- | ----- |
| 1. Welcome to My World  | Martin Gore             | 4:56  |
| 2. Angel                | Martin Gore             | 3:57  |
| 3. Heaven               | Martin Gore             | 4:03  |
| 4. Secret to the End    | Dave Gahan, Kurt Uenala | 5:12  |
| 5. My Little Universe   | Martin Gore             | 4:24  |
| 6. Slow                 | Martin Gore             | 3:45  |
| 7. Broken               | Dave Gahan, Kurt Uenala | 3:58  |
| 8. The Child Inside     | Martin Gore             | 4:16  |
| 9. Soft Touch/Raw Nerve | Martin Gore             | 3:26  |
| 10. Should Be Higher    | Dave Gahan, Kurt Uenala | 5:04  |
| 11. Alone               | Martin Gore             | 4:29  |
| 12. Soothe My Soul      | Martin Gore             | 5:22  |
| 13. Goodbye             | Martin Gore             | 5:03  |

### Deluxe edition bónuszlemez
| Szám                    | Szerző                  | Hossz |
| ----------------------- | ----------------------- | ----- |
| 1. Long Time Lie        | Dave Gahan, Martin Gore | 4:25  |
| 2. Happens All the Time | Dave Gahan, Kurt Uenala | 4:20  |
| 3. Always               | Martin Gore             | 5:07  |
| 4. All That's Mine      | Dave Gahan, Kurt Uenala | 3:23  |

## Kiadások
| Régió              | Dátum             | Kiadó            | Formátum(ok)     | Változat(ok)     |
| ------------------ | ----------------- | ---------------- | ---------------- | ---------------- |
| Németország        | 2013. március 22. | Sony Music       | CD, letöltés     | Standard, deluxe |
| Írország           | 2013. március 22. | Sony Music       | CD, letöltés     | Standard, deluxe |
| Franciaország      | 2013. március 25. | Sony Music       | CD, letöltés     | Standard, deluxe |
| Egyesült Királyság | 2013. március 25. | Sony Music       | CD, LP, letöltés | Standard, deluxe |
| Olaszország        | 2013. március 26. | Sony Music       | CD, LP, letöltés | Standard, deluxe |
| Egyesült Államok   | 2013. március 26. | Columbia Records | CD, LP, letöltés | Standard, deluxe |
| Japán              | 2013. március 27. | Sony Music       | CD, letöltés     | Standard, deluxe |
| Ausztrália         | 2013. március 29. | Sony Music       | CD, letöltés     | Standard, deluxe |